# 具体语言学
具体语言学是区别于普通语言学的一个概念。具体语言学所研究的是一种特定的语言或者语系。具体语言学规律仅对该语言或语系起作用。